# Canon de 138 mm modèle 1929
Pour les articles homonymes, voir Canon de 138 mm.
Le canon de 138 mm modèle 1929 est un canon naval de calibre moyen utilisé par la marine française durant la Seconde Guerre mondiale.

## Conception

### Modèle 1929
Le canon de 138 mm modèle 1929 est une version améliorée du modèle 1927. Il s'agit d'un canon de 52 calibres tirant des obus de 39,9 kg, à une distance maximale de 20 000 mètres (+30°), à raison de 12 coups par minute (7 en pratique).
L’affût simple sous masque pèse 11,57 tonnes, permettant aux canons de pointer en site de -10° à +30° et en azimut sur 300°. La dotation en munitions est de 240 coups par canon, soit un total de 1 200 obus de 138 mm.

### Modèle 1934

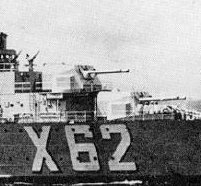
Tourelle double de 138 mm modèle 1934 installée sur le contre-torpilleur Mogador, 1940.

Le canon modèle 1934 est une version étroitement dérivée du modèle 1929 adaptée pour l’emploi sur un affût double. L’affût double peut pointer en site de -10° à +35° et en azimut sur 300° avec un approvisionnement global de 1440 obus soit 180 obus par canon. 

### Munitions
| Nom                                  | Poids           | Poids de remplissage | Vitesse initiale     |
| ------------------------------------ | --------------- | -------------------- | -------------------- |
| OEA Modèle 1932 (hautement explosif) | 40,6 kg (90 lb) | 4,1 kg (9,0 lb)      | 840 m/s (2 800 ft/s) |
| OPF Modèle 1924 (balle perforante)   | 40,6 kg (90 lb) | 2,4 kg (5,3 lb)      | 800 m/s (2 600 ft/s) |

## Utilisation
Ce canon va équiper les six contre-torpilleurs de la classe Le Fantasque mais également ceux de la classe Mogador.
Il se révèle cependant plus fragile que son devancier et est généralement considéré comme raté, à tel point que les Mogador et Volta recevront un nouveau modèle qui sera lui aussi fort peu réussi.